# The Zutons
The Zutons es una banda de indie rock originaria de Liverpool, Inglaterra.

## Historia
The Zutons se formaron en Liverpool en el 2001, tomando su nombre del guitarrista de The Magic Band Bill Harkleroad, conocido como Zoot Horn (o "Zuton") Rollo. Dave McCabe había estado en otro grupo llamado Tramp Attack, y Russ y Sean en The Big Kids (junto con Howie Payne de The Stands). Siendo originalmente un cuarteto, Abi Harding, la novia de Sean se les unía a los Zutons en sus presentaciones en vivo durante algunas canciones a la mitad de su show, con algunas líneas de saxofón simples. Era muy popular con el público que asistía, y a los otros integrantes les gustó la manera en que el saxofón mejoraba su sonido. Fue así como Abi se convirtió en miembro de tiempo completo, tocando el sax y apoyando con las voces. Siempre toca estando descalza.
En un principio el grupo tenía que batallar con las comparaciones con The Coral. Ambos grupos provienen de Merseyside, tienen miembros prominentes de la escena musical de Liverpool, están en la misma discográfica y por si fuera poco, los dos son producidos por Ian Broudie.
La primera grabación que editaron se trató de Devil´s Deal, un CD de 3 pistas lanzado en septiembre de 2002. La siguiente primavera editaron Creepin' An' A Crawlin, seguido del sencillo Haunts disponible solo para su descarga de internet en noviembre de 2003. El logotipo de la "Z" del grupo tuvo que ser cambiado a principios de 2004 para evitar confusiones con la línea de electrónicos Zenith.
Su álbum debut Who Killed...... The Zutons? fue lanzado en abril de 2004 y llegó inicialmente a la decimotercera posición en la lista de álbumes del Reino Unido. Sin embargo, después de casi un año, logró llegar hasta la posición #9 a principios del 2005. El LP tuvo una portada especialmente impresa en 3-D y que venía acompañada con lentes 3-D de los Zutons, que muchos de sus fanes usaban en sus conciertos. Las primeras copias del disco también incluían un disco adicional con 4 versiones alternativas de algunas canciones. Este álbum fue muy bien recibido por la prensa y fue nominado para los Premios Mercury 2004. El grupo también fue nominado como Acto Revelación Británico para los BRIT Awards del 2005. El disco fue reeditado más tarde con el nuevo sencillo Don't Ever Think Too Much, agregado como el track número 13. 
El siguiente disco, Tired of Hanging Around fue editado el 17 de abril de 2006 y llegó al #2 de las listas británicas. Tanto el primer sencillo del álbum "Why won't you give me your love" como el segundo "Valerie" llegaron a la novena posición en las listas, un logro bastante bueno considerando que su máximo pico había sido el #15 con "Don't ever think too much". El grupo salió de gira por el Reino Unido en mayo del 2006 después de editar este disco. Tocaron en el festival Jersey Live el 2 de septiembre de ese año, antes de su segundo tour por Gran Bretaña en noviembre. Para Año Nuevo de 2006, aparecieron en el Annual Hootenanny de Jools Holland en la BBC, donde tocaron "Valerie", "Why don't you give me your love?" e "It's the little things we do".
Para la gira de noviembre, el grupo dio una entrevista (enlace roto disponible en Internet Archive; véase el historial, la primera versión y la última). para STV en donde hablaron sobre el proceso de escribir canciones, hacer videos y su gira en los Estados Unidos abriéndole a The Killers. En otra entrevista, Payne se quejó de la tendencia de los escritores de música y las revistas en generalizar una ciudad en particular como la cuna de nuevos «movimientos»: "Muchos grupos se quedan atrapadas en el mismo cuello de botella y los periodistas, especialmente los británicos, les gusta exagerar las cosas y convertirlos en una escena, como si una banda por sí misma no fuera suficiente para escribir un artículo".

The Zutons volvieron a la actividad a mediados de 2024 con el album "The Big Decider" y el single "Back to Black".

## Estilo
La música de la banda ha demostrado ser difícil de categorizar, siendo descrita como "punk psicodélico de caricaturas". McCabe, quien además es quien escribe las canciones, incluye entre sus influencias a los Talking Heads, Devo, Sly & the Family Stone, Dexys Midnight Runners, The La's, Sublime y Madness.

## Discografía

### Álbumes
- Who Killed... The Zutons? - 19 de abril de 2004 - Island Records - #6 en la lista de álbumes del Reino Unido (Doble platino)
- Tired of Hanging Around - 17 de abril de 2006 - Island Records - #2 en la lista de álbumes del Reino Unido (Platino)
- You Can do Anything (2 de junio de 2008) - Deltasonic - #6 en la lista de álbumes del Reino Unido (Plata)
- The Big Decider (26 de abril de 2024)

### Sencillos
| Año  | Título                                  | Posición en las listas             | Posición en las listas        | Álbum                        |
| Año  | Título                                  | Lista de sencillos del Reino Unido | Lista de sencillos de Irlanda | Álbum                        |
| ---- | --------------------------------------- | ---------------------------------- | ----------------------------- | ---------------------------- |
| 2002 | "Devil's Deal"                          | 119                                | —                             | Sencillos sin álbum          |
| 2003 | "Creepin' And A Crawlin'"               | —                                  | —                             | Sencillos sin álbum          |
| 2003 | "Haunts Me"                             | —                                  | —                             | Sencillos sin álbum          |
| 2004 | "Pressure Point"                        | 19                                 | —                             | Who Killed...... The Zutons? |
| 2004 | "You Will You Won't"                    | 22                                 | —                             | Who Killed...... The Zutons? |
| 2004 | "Remember Me"                           | 39                                 | —                             | Who Killed...... The Zutons? |
| 2004 | "Don't Ever Think (Too Much)"           | 15                                 | —                             | Who Killed...... The Zutons? |
| 2004 | "Confusion"                             | 37                                 | —                             | Who Killed...... The Zutons? |
| 2006 | "Why Won't You Give Me Your Love?"      | 9                                  | 36                            | Tired of Hanging Around      |
| 2006 | "Valerie"                               | 9                                  | 32                            | Tired of Hanging Around      |
| 2006 | "Oh Stacey (Look What You've Done!)"    | 24                                 | —                             | Tired of Hanging Around      |
| 2006 | "It's the Little Things We Do"          | 47                                 | —                             | Tired of Hanging Around      |
| 2008 | "Always Right Behind You"               | 26                                 | —                             | You Can Do Anything          |
| 2008 | "What's Your Problem"                   | —                                  | —                             | You Can Do Anything          |
| 2024 | "Back to Black" (Amy Winehouse's cover) | —                                  | —                             | Sencillo sin album           |

## Miembros
- Abi Harding : saxofón, voz
- David McCabe : voz , Guitarra
- Russell Pritchard : bajo
- Sean Payne : batería

## Trivia
- La canción Confusion se utilizó para la propaganda del Peugeot 307 durante 2004/5 en el Reino Unido.